# 澤萊內哈伊 (梅利托波爾區)
47°1′5″N 34°42′40″E / 47.01806°N 34.71111°E
澤萊内哈伊（羅馬化：Zelenyi Hai）是位於烏克蘭南部扎波羅熱州梅利托波爾區契卡洛韦市镇的村莊。該村始建於1926年，面積1.37平方公里，海拔高度76米，2001年人口641，人口密度每平方公里467.9人。